# Beaunay
Beaunay  là một xã thuộc tỉnh Marne trong vùng Grand Est đông nam nước Pháp. Xã nằm ở khu vực có độ cao trung bình 173 mét trên mực nước biển.
Beaunay là nơi sinh của François Boutin.